# 阿爾特比龍

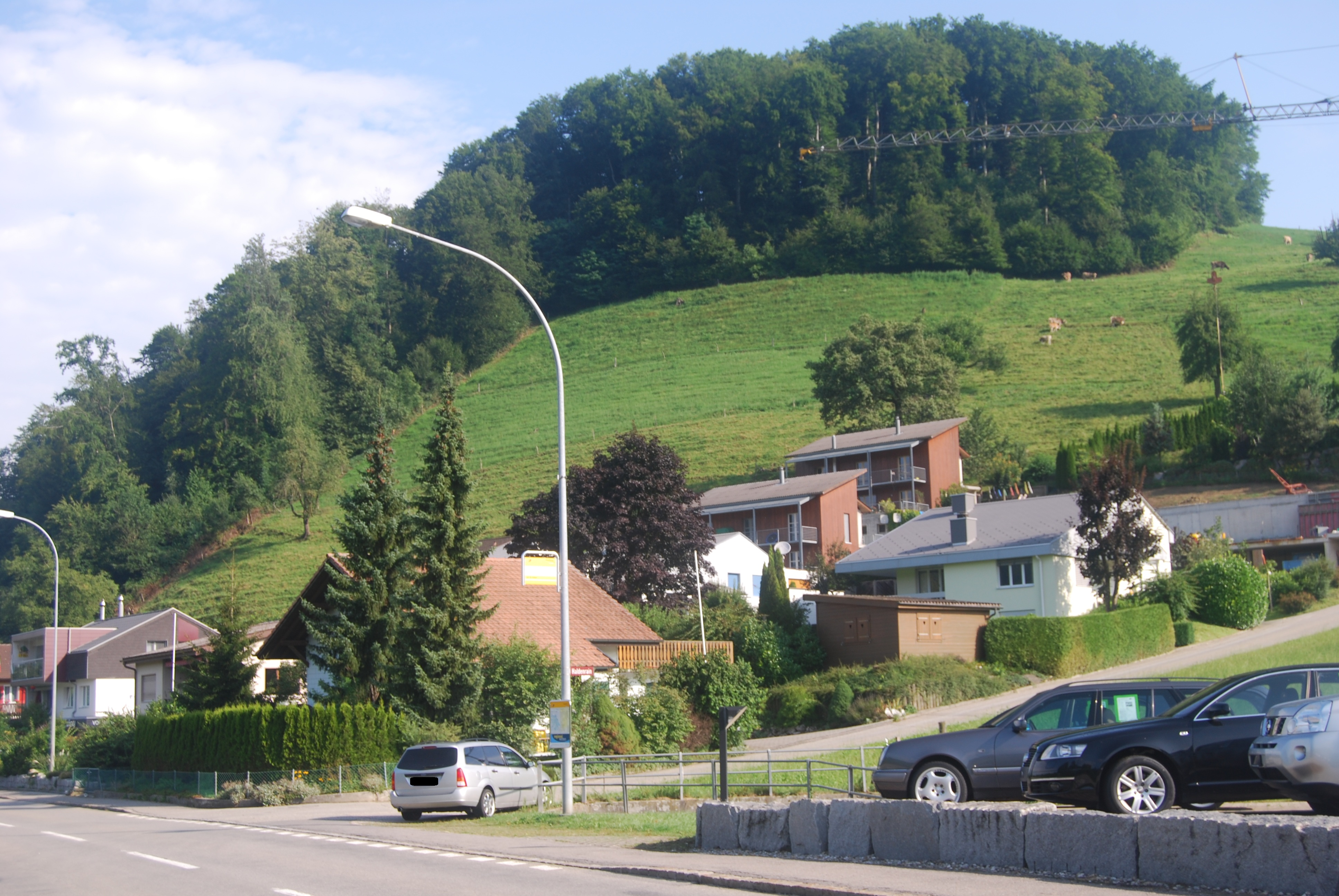

阿爾特比龍是瑞士的城鎮，位於該國中部，由琉森州負責管轄，面積6.76平方公里，六成土地是農業用地，海拔高度545米，2011年人口947，人口密度每平方公里140人。